# Ярлово
Ярлово е село в Западна България. То се намира в Община Самоков, Софийска област.На 41км от град София.

## География
Село Ярлово се намира в планински район, на около 40 км от София. Разположено е в южните склонове на Витоша. На запад се намира планината Верила. През селото минава р. Палакария, извираща под витошкия връх Ярловски Купен (2187 м.) и се влива в р. Искър. Пролетта в селото е студена, лятото е прохладно и кратко, есента е дъждовна и мъглива, а зимата е сурова, която трае от ноември до април.

## Население
- 1934 г. – 2894 жители
- 1946 г. – 3014 жители
- 1956 г. – 2360 жители
- 1975 г. – 1172 жители
- 1992 г. – 775 жители
- 2001 г. – 651 жители
- 2008 г. – 480 жители
- 2009 г. – 466 жители
- 2010 г. – 447 жители
- 2011 г. – 442 жители
- 2020 г. – 392 жители

## История
Най-старото документално сведение за селото е от 1515 г. В турския регистър името на селището е Ярлова. Все такова е името на селището и във втория документ от 1576 г. От двата документа се узнават около 300 лични и бащини имена на ярловци, както и на двама свещеници. По това време, а и преди това селището е било в близост до прохода Лисец, след опожаряването му през 1792 г. се заселва на сегашното си месторазположение.

### Етимология на името
Произходът на името е старославянски. Образувано е от личното мъжко име Ярло (документирано през XVI в.) или Яро+ло. Самото Яро е запазено в личните имена Ярослав (XI в.), Яромир (XII в.). Първоначално името е сакрално и с него се обозначава божеството Яровит, който е син на Сварог – богът на огъня.

## Религия
Религията изповядвана в Ярлово е православно християнство.

## Обществени институции
- Църква

Селото има две църкви – стара, която е полувкопана, и нова: „Света Неделя“ в центъра на селото, осветена през 1906 г. От османски регистър от 1515 г. са известни имената на двама местни свещеници – поп Димитри и Петре Райо.
Някога тук са съществували и други църкви, сега в развалини: „Свети Димитрий“ в близост до местността Бенто, „Света Богородица“ – към Рибарнико, наричана сега Шарената черква и други.
- Училище

В селото е имало килийно училище, с учител през 1791–1796 г. Алексей.
ОУ „Васил Левски“

## Културни и природни забележителности
- Местности: Айдушка скала, Алачугите, Бараница, Бента, Бога глава, Гайденица, Лепчино, Градището, Гърлото, Дременлия, Езедина, Еловица, Емина, Ерила, Заграниата, Кашоте, Кайо, Лековит кладенец, Лепчино, Пастра, Петрус, Рибарника, Рошко, Рудината, Смильо, Сокра, Сурда, Ушеко, Чегарица, Чоре, Чоролея, Шарена цръква, Ярема.

## Редовни събития
- Провеждащият се в Шарена цръква събор, последната неделя от месец август.
- Събор на Петковден, който се провежда в местността „Бабина кория“ при лековития кладенец и параклиса „Света Петка“.
- На Йордановден жители на селото се събират в местността Светогомитра над селото и се пали огън от смрика, който се прескача за здраве. Също така се събират на Петревия мост и ергени избират моми и заедно скачат в студените води на Палакарията (р. Палакария).

## Личности
- Митра Стоева (неизв.) – народна певица, живяла в годините около Освобождението, майка на Достана Стоева.
- Достана Стоева (от рода Левентски) [*1867] – народна певица, изпяла през 1885 г. 168 народни песни, които са публикувани от Кузман Шапкарев.
- Зана Стоилкова (неизв.) – народна певица.
- Андон Лазов Пръндачки [*1888 +1966] – кмет на селото 1932-34 /от Демократическата партия, участва във войните от 1912-18. Награден с кръст За храброст – Ι степен, за проявен героизъм на Румънския фронт през 1916. Единственият, който присъства на погребението на мин.-председателя Александър Малинов през 1938. Председател на дружбата на Общество на кавалерите на ордена за храброст в селото.
- Кирил Стойков Масларски {*1916 +31 януари 2007] – поет и фолклорист. Автор и на „Профсъюзната художествена самодейност“. Син на Стойко Масларски – ученик от първия випуск на Училище по овощарство в гр. Садово – около 1900, развива овощарството в селото, като създава хиляди декари овощни градини.
- Кирил Кикарин [*17.11.1927 +24.05.1992] – поет. Стихосбирка „Жилава тръстика“ С., 1979.
- Мария Тренева Палакарчева [*1930) – професор – агроном, създала метод за биологична защита на селскостопанските култури.
- Благой Рагин [*1945] – председател на Асоциация на частните хотелиери и ресторантьори.
- Евгени Попов – член на БСФС.
- Кирил Лазаров Любенов [*21 януари 1949] – проф. д-р, зав. катедра „Горско стопанство“ към ЛТУ, София
- Даниела Стоичкова – изпълнителка в Ева Квартет
- Владко Шаламанов [*25.04.1967] – български футболист, полузащитник.
- Максим Авджийски – столичен адвокат.
- Антоний Ставрев (Antoniy Stavrev) – европейски шампион по триатлон за юноши
- Васко Ставрев – европейски шампион по бадминтон за юноши
- Владимир Радоев Пиралков [*09.10.1954] – проф. д-р в Лесотехнически университет, майка Катя Михайлова Пиралкова – дъщеря на Михал Николов Масларски (начален учител в селото) и Малина Масларска (начална учителка в селото), баща Радой Владов Пиралков – ДОЦО, син на Владо Атанасов Пиралков и Яна Пиралкова
- Александър Милчев Масларски [*06.07.1969] – Член на Комисия за защита на потребителите – 2010-2015
- Цветана Борисова Стоилова – доц. д-р, зав. секция „Биохимична генетика“ към Институт по генетика – БАН (2004 г. – 2007 г.). Съавтор на патент на биохимичен метод за определяне на хибридната чистота при доматите.
- Добрин Рагин – футболист, централен нападател, юноша на ЦСКА, голмайстор на Б група за 2000 г.
- Станчо Данилов Диканчев- Съвременния Херкулес. Спасил живота на стопанина на раздивял се бик, като с голи ръце се изправил срещу животното, хващайки го за рогата. След известно подмятане бикът се укротил и се поклонил на героя!
- Пламен Янков [*23.05.1951 +14.10.2019, София], с прозв. Пламбата, футболист към ЦСКА 1969-76, Сливен 1976-78, Димитровград 1978-79 и „Загорец“ - Нова Загора. Треньор на софийските клубове - „Академик“, „Спортист“ и „Витоша“.
- Пламен Василев Малинов – икономист, ядрен експерт, медицина и енергетика. Публикации на многобройни, международни конференции /2000 покани за участие/ и контакти с известни, световни университети и Дубна.
- Милен Кикарин – футболист в ЦСКА (София)

### Фамилни имена
- Абдулски
- Бабански, Барански, Барутчийски, Бачеви, Беневречки, Биджови, Брезини
- Велчови, Велкови, Войчеви, Враголомски, Везенкови
- Герови, Гълъбови, Диканчеви, Дишлийски, Илови,
- Кацарски, Кикарини, Ковачки, Кокалови, Кьосеви, Кюлумови,
- Лашови, Левентски, Любенови,
- Мандзурови, Манови, Маньови, Масларски, Механджийски, Мечкарски, Миленови, Мирчови,
- Неджини
- Орльови,
- Палакарчеви , Пердухови, Петелкови, Петкови, Петреви, Петрунови, Пиралкови, Попови, Попстоилови, Пръндачки, Пульови,
- Рагини, Стоилови, Струмини,
- Танини, Тарийски, Тошови, Тръткови, Туечки,

## Спорт и туризъм
ФК „Витоша“ – играе на стадион „Крондирко“
През с. Ярлово преминава традционната колоездачна и скороходна стокилометрова обиколка на планината Витоша, известна още и като „Витоша 100“.

### Туристически маршрути
- Ярлово – Черни връх – Симеоново
- Ярлово – Черни връх – Драгалевци